# Krstilnica v Padovi
Padovanska krstilnica (italijansko Battistero di Padova), posvečena sv. Janezu Krstniku, je verski objekt, ki stoji na trgu Piazza del Duomo poleg stolnice v Padovi. V notranjosti je ohranjen eden najpomembnejših ciklov fresk 14. stoletja, mojstrovina Giusta de' Menabuoija.

## Zgodovina
Gradnja krstilnice se je začela v 12. stoletju, verjetno na vrhu obstoječe strukture; v naslednjem stoletju je bila podvržena različnim predelavam in jo je leta 1281 posvetil gradeški patriarh Gvido. Med letoma 1370 in 1379 je bila obnovljena in prilagojena kot mavzolej za princa Francesca il Vecchio da Carrara in njegovo ženo Fino Buzzaccarini. Slednji je nadziral okrasna dela in jih zaupal Giustu de Menabuoiju (čigar grob so kasneje našli zunaj stavbe). Ob padcu hiše Da Carrara leta 1405 so beneški vojaki porušili velike grobne spomenike in prekrili številne embleme Francesca il Vecchia z zeleno barvo. Po različnih delnih obnovah v 20. stoletju delo trenutno čaka na pomembno popolno obnovo.

## Opis
Ciklus fresk, ki krasijo stene in jih je med letoma 1375 in 1376 naslikal Giusto de Menabuoi, velja za mojstrovino. Glede na prejšnja dela je morala Padova presenetiti z romansko in bizantinsko togostjo, kot je razvidno iz Raja v kupoli krstilnice: prizor je organiziran okoli Kristusa Pantokratorja, okoli katerega se vrti hipnotično kolo z večplastnimi naperami iz angelov in svetnikov, katerih zlate avreole, gledane od spodaj, so videti kot delo veličastnega zlatarja. V središču Raja je tudi Mati božja. Poslikave, ki pokrivajo stene, prikazujejo prizore iz življenja sv. Janeza Krstnika (levo od vhoda), Marije in Jezusa.
Na stenah ob oltarju sta predstavljena Križanje in Sestop Svetega Duha (freska na kupoli oltarja), na samem oltarju pa je velik poliptih, ki je prav tako delo Guisto de' Menabuoija. Na stenah, ki obkrožajo oltar, v apsidi so naslikane pošastne figure in podobe iz knjige Razodetja.
V tamburju so prizori iz 1. Mojzesove knjige, medtem ko preroki in evangelisti gledajo navzdol s pendantiva; in tukaj je prikazan manj bizantinski pridih, ki predstavlja figure, ki so bile iluzionistično upodobljene vstavljene v realistične prostore. Tudi v zgodbah o Kristusu in Janezu Krstniku, poslikanih s freskami na stenah, se pojavljajo fino preračunane arhitekturne upodobitve, v katere je slikar vstavil svoje svečane, statične podobe. Figure, predstavljene v okoliških prizorih, pa se zdijo bolj svobodne, na primer v Poroki v Kani, kjer se skupina služabnikov naravno premika po sobi v nasprotju s statičnimi večerjami. Iz analize teh slogovnih izbir je jasno, da je bila uporaba retro učinkov za Giusta natančna komponenta, ki je bila prostovoljno izbrana, da bi dosegla ekspresiven in simboličen konec: bil je morda edini slikar iz 14. stoletja, ki je bil preudaren in je zavestno izbiral med temi različnimi slikovnimi jeziki.
V prizoru Stvarjenja sveta zodiak prikazuje Kristusovo vlogo kot Gospodarja kozmičnega časa. Bog Oče lahko prekine potek naravnih dogodkov, da razodene svojo voljo človeštvu: ki so se zgodili v treh urah teme, ki so spremljale Jezusovo agonijo in smrt. Preko svojih angelov, predstavljenih tukaj, Bog dominira in nevtralizira vpliv planetarnih demonov tukaj v svetu pod Luno.

## Galerija
- Pod kupolo
- Poročna pojedina v Kani
- Adam in Even vržena iz rajskega vrta
- Trije kralji
- Oznanjenje